# Campionato mondiale di sport sferistici 2004
Il campionato mondiale di sport sferistici 2004 fu disputato in Italia. Le partite più importanti si svolsero nello sferisterio Edmondo De Amicis a Imperia e le altre partite della competizione si disputarono nello sferisterio Alessandro Mermet di Alba nonché negli sferisteri di Cuneo e Santo Stefano Belbo.

## Nazioni partecipanti
| - Americhe: - Argentina - Colombia - Ecuador - Messico - Uruguay |  | - Europa: - Belgio - Valenza (rappresentando Spagna) - Francia - Italia - Paesi Bassi |

## Risultati finali
| Specialità             | Campione | Finalista |
| ---------------------- | -------- | --------- |
| Gioco internazionale   | Italia   | Belgio    |
| Fronton internazionale | Messico  | Argentina |
| Llargues               | Spagna   | Italia    |
| Pallapugno             | Italia   | Ecuador   |

Campione generale: Italia
Migliore giocatore: Silverio Deiby Mena della squadra nazionale di Colombia

### Video
- Mondiali pallapugno 2004, su YouTube, 4 febbraio 2020. URL consultato il 16 agosto 2024.